# Кайл Едмунд
Кайл Едмунд (англ. Kyle Edmund, 8 січня 1995 року, Йоганнесбург) — британський тенісист. В даний час проживає в Беверлі, Велика Британія. Правша. Захоплюється гольфом.

## Кар'єра

### Юнацькі роки
Перший успіх у тенісі до Кайла Едмунда прийшов у 2011 році, коли він дійшов до півфіналу відкритого чемпіонату США (US Open) в одиночному розряді, поступившись чеському юніору Іржі Веселі.
На наступний рік Кайл Едмунд виграв свій перший юнацький турнір Великого Шолома — в парному розряді з португальським тенісистом Фредеріко Ферейра Сілва вони зайняли перше місце на US Open 2012. У 2013 році цей дует здобув чергову перемогу на юнацькому турнірі Великого Шолома — Відкритому Чемпіонаті Франції (Roland Garros). Кайл Едмунд знову став чемпіоном у парному розряді з Фредеріко Ферейра Сілвою.

### 2012-2015: Перші професійні роки
У жовтні 2012 року Кайл Едмунд виграв турнір ITF Futures, а в червні 2013 року взяв участь у своєму першому турнірі ATP. В червні 2013 року Кайл Едмунд проходить перші два раунди турніру в британському місті Істбурн, але йому не вдається вийти у чвертьфінал. Він поступився французу Жилю Сімону. У тому ж році його тренером стає британець Грег Руседскі.
Влітку 2014 року Кайлу вдалося дійти до чвертьфіналу турніру «Челленджер» у Реканаті, де він програв сербу Іллі Бозоляцу. А в липні 2014 на змаганнях «Челленджер» в Астані (Казахстан) у півфінальному матчі він поступився литовцю Річардасу Беранкісу. У листопаді Едмунд виходить у фінал турніру цього ж класу в Йокогамі, але поступається титулом чемпіона, на цей раз австралійцю Джону Міллману.
Після цих змагань Кайл Едмунд займає найвище місце у своїй кар'єрі тенісиста (192 рядок) за рейтингом ATP.

### 2016-2017: Топ-50 рейтингу
Після перших змагань 2016 року Едмунд здобув можливість потрапити на Катар Опен (Qatar Open), де йому вдалося переграти Мартіна Кліжана та Даніеля Муньйоса де ла Нава, пізніше програвши Томашу Бердиху.
На чемпіонаті в Далласі він переміг Дена Еванса. На US Open Едмунд дійшов до 4-го раунду, перемігши Рішара Гаске та Ернесто Ескобедо, а також Джона Ізнера, але програвши Новаку Джоковичу. Пізніше, на European Open йому вдалось досягти свого першого півфіналу, програвши Рішару Гаске. Таким чином, він став одним з трьох тенісистів, які досягли 40-ї позиції у віці до 21 року.

### 2018: Півфінал Australian Open
На Australian Open Едмунд здійснив сенсацію, здолавши у чвертьфіналі третю ракетку світу Григора Димитрова. Він і Чон Хьон стали двома несіяними гравцями у півфіналах того турніру, проте Кайл Едмунд свій матч програв Марину Чиличу, а Чон - Роджеру Федереру.